# Trenes de Buenos Aires
Pour les articles homonymes, voir TBA.
Trenes de Buenos Aires, connue sous le sigle TBA, est une ancienne société argentine de transport en commun qui desservait le Grand Buenos Aires exploitant les lignes Mitre et Sarmiento du réseau ferroviaire argentin entre 1995 et 2012. Sur le chemin de fer Mitre, elle était également chargée du service de transport en commun entre les villes de Buenos Aires et de Rosario, cette dernière étant située dans la province de Santa Fe.
En outre, de 2005 à 2012, elle a formé, avec Ferrovías, Metrovías et l'État argentin, la Unidad de Gestión Operativa Ferroviaria de Emergencia, qui a géré temporairement le service métropolitain de transport en commun des lignes de San Martín, Belgrano Sur et Roca. Entre 2011 et 2012, elle a également exploité le Tren de los Pueblos Libres et le Tren Buenos Aires - Misiones.

## Histoire

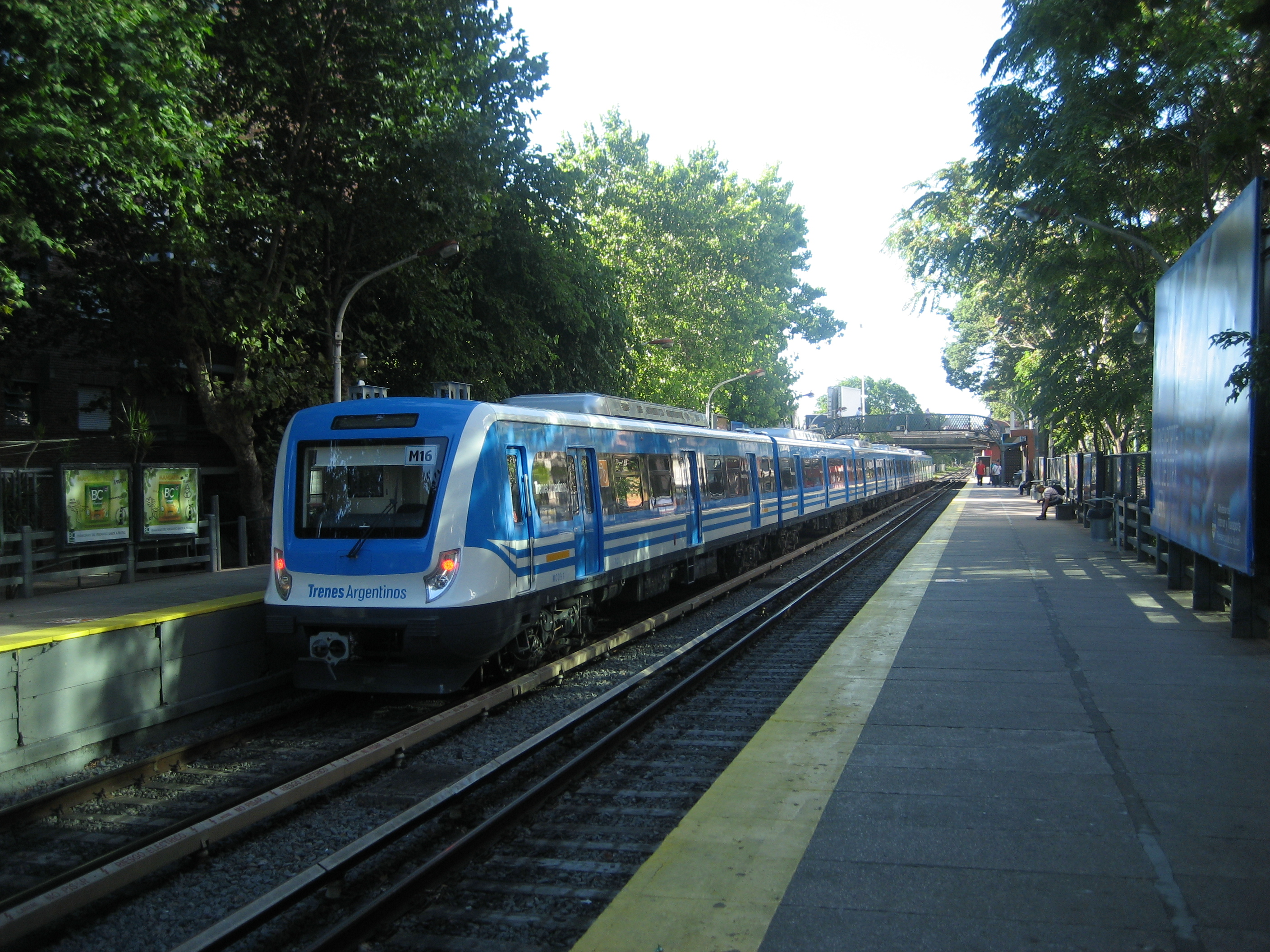
Rame à Rivadavia (ligne Mitre), en janvier 2015.

L'entreprise commence son activité le 27 mai 1995, en exploitant des services de transport en commun sur les lignes Mitre et Sarmiento, conformément au décret no 730/95. Le groupe se développe dans le cadre de la logique d'entreprise qui a émergé dans les années 1990 de la loi de réforme de l'État. Elle s'est étendue du marché du transport urbain aux trains, aux activités connexes et aux compagnies d'assurance.
Appartenant au Grupo Plaza, un conglomérat multinational d'entreprises de transport ferroviaire et automobile en commun appartenant à la famille Cirigliano.
Dans un rapport de 2003 de l'Auditoría General de la Nación sur le respect de la réglementation en matière d'entretien et de sécurité du service au cours de la période 2000-2002, il est conclu que le concessionnaire a commis diverses fautes, notamment un entretien insuffisant, la réduction des vitesses maximales, la non-présentation des programmes d'entretien et des problèmes d'accessibilité pour les personnes à mobilité ou communication réduite. Non seulement elle est devenue titulaire d'une licence de train, mais elle a également créé des entreprises autour de la construction ferroviaire (Emfersa) et de la construction de carrosseries de bus (Tatsa). Nombre de ses entreprises étaient financièrement adossées à des sociétés d'assurance du même groupe économique, comme c'était le cas de LUA Seguros La Porteña.
En 2004, l'État argentin met fin à l'activité de l'entreprise Metropolitano sur l'exploitation de la ligne San Martín. En conséquence, le service est exploité par une entreprise locale appelée UGOFE, formée par TBA, ainsi que Ferrovías, Metrovías et l'État. Par la suite, en 2007, l'UGOFE reprend également les services métropolitains de transport de passagers des lignes General Roca et Belgrano Sur.
Le 29 août 2011, le Tren de los Pueblos Libres, également connu sous le nom de Tren Binacional, est inauguré sur les voies du chemin de fer General Urquiza. Elle reliait l'Argentine et l'Uruguay par voie ferroviaire et était exploitée par TBA. À la fin de 2011, TEA perd son activité sur l'itinéraire Buenos Aires - Misiones, connu sous le nom de El Gran Capitán, et l'État argentin l'attribue à TBA.

### Accidents
En 2001, le groupe Cirigliano obtient, par décret no 141/01 signé par Fernando De la Rúa, une prolongation de sa concession pour dix ans, malgré les amendes et le non-respect de ses plans d'investissement. Selon la Comisión Nacional de Regulación del Transporte, TBA avait enregistré 200 accidents entre les lignes Sarmiento et Mitre en 1996, deux ans après avoir obtenu la concession. Après dix premières années d'activité, TBA enregistre 879 accidents sur la ligne Mitre, et 1 198 autres accidents sur la ligne Sarmiento.
L'astuce que De la Rúa avait trouvée pour prolonger l'activité était d'intégrer la non-conformité aux « objectifs à atteindre ». Dans les années 2000, les accidents se poursuivent, dont un le 10 mars 2005, au carrefour Empalme Maldonado. La cause de l'accident fait l'objet d'une enquête. Le 31 décembre 2010, deux trains de la ligne Mitre se dirigeant vers la gare José León Suárez sont à nouveau entrés en collision à Empalme Maldonado.
Le 27 février 2006, à la hauteur du pont qui enjambe la rue Jerónimo Salguero, un train de marchandises exploité par la société Nuevo Central Argentino et un train de passagers circulant sur la même voie en direction de la gare Bartolomé Mitre sont entrés en collision dans des circonstances qui font l'objet d'une enquête. Par la suite, un autre train de la branche José León Suárez vers Estación Retiro, qui circulait sur la voie opposée, est entré en collision avec l'un des wagons du train de marchandises. 23 personnes ont été blessées. Le mardi 13 septembre 2011, au passage à niveau de la rue Artigas sur la ligne secondaire Moreno - Once, un train de la ligne Sarmiento a percuté un bus de la ligne 92 à l'entrée de la gare de Flores. Onze personnes sont mortes et 228 ont été blessées. Les causes de l'accident font l'objet d'une enquête,,.
Le mercredi 22 février 2012, sur l'embranchement Moreno - Once, un train entrant en gare de Once ne s'est pas arrêté et a heurté la gare. 51 personnes sont mortes et plus de 700 ont été blessées. Les causes de l'accident ont fait l'objet d'une enquête. Il s'agit du troisième accident ferroviaire le plus grave en Argentine, après celui qui s'est produit à Benavídez en 1970, où 236 personnes sont mortes, et celui qui s'est produit dans la ville de Santa Fe, à Sa Pereira, en 1978, qui a fait 55 morts,.

### Intervention et fin des activités
Le 24 mai 2012, sur instruction du ministère de l'Intérieur et des Transports, l'État argentin ordonne, par la résolution no 199/12, l'intervention administrative, technique et opérationnelle des lignes Mitre et Sarmiento exploitées par TBA. Il a été expliqué que la « résiliation du contrat est due à la faute exclusive du concessionnaire pour ses manquements graves et répétés » dans l'administration des services de transport en commun. Il est à noter que TBA a reçu au moins 250 amendes s'élevant à 700 millions de pesos pour irrégularités dans les services de transport susmentionnés. Pendant conférence de presse donnée par le ministre Julio de Vido, ce dernier précise que la TBA était également sortie de l'UGOFE. Par le biais du décret no 793/12, la formation d'une UTE (Unión Transitoria de Empresas) appelée UGOMS est demandée. Elle est créée par le groupe Roggio (Metrovías, exploitant des lignes de métro CABA et du service métropolitain du chemin de fer General Urquiza), le groupe Romero (Ferrovías) chargé de la ligne Belgrano Norte et l'État argentin. Son objectif était de régulariser le service des lignes Mitre et Sarmiento,,. Le 24 mai 2012, par le biais du décret no 793/12, signé par Cristina Fernández de Kirchner, l'État argentin retire la concession de TBA en raison d'une accumulation d'amendes, de non-conformités graves multiples et répétées, du manque d'investissement et de l'absence d'amélioration des services.
En conséquence de la fin de l'activité, TBA cesse également d'exploiter les services de El Gran Capitán et El Tren de los Pueblos Libres correspondant au chemin de fer General Urquiza. L'entreprise avait la concession des chemins de fer de Mitre et de Sarmiento au nom de TBA.
L'auteur du livre Once, viajar y morir como animales, Graciela Mochkofsky, affirme que TBA a conservé les trains dans le même état que lorsqu'elle les a reçus de l'État dans les années 1990, malgré les subventions et la croissance de l'économie.
En 2016, deux dirigeants de l'entreprise et Claudio Cirigliano, président de Cometrans (principal actionnaire de TBA et l'un des propriétaires de Grupo Plaza), ont été condamnés dans le cadre de l'affaire de l'accident ferroviaire de Once de 2012,.

## Galerie

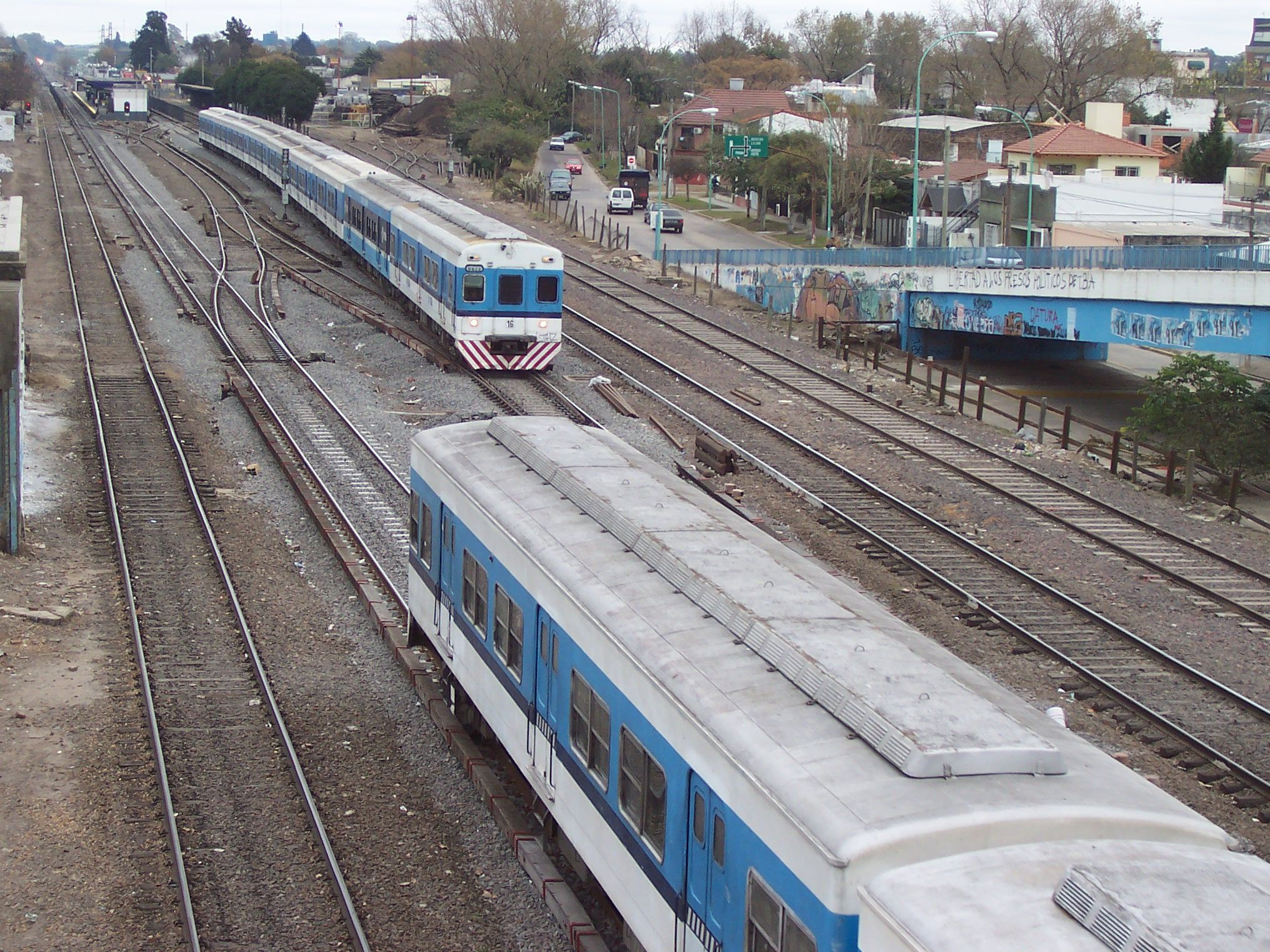
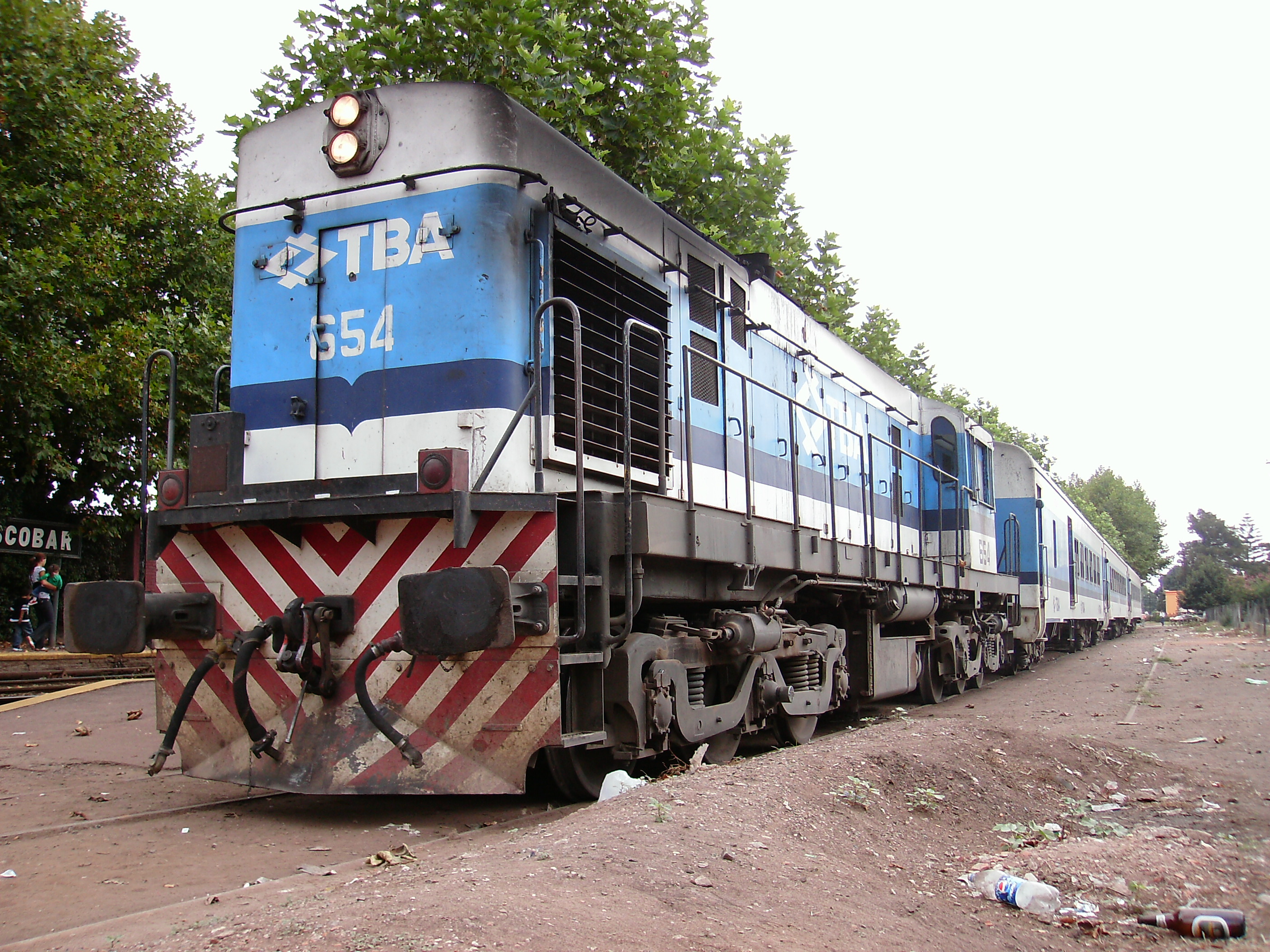
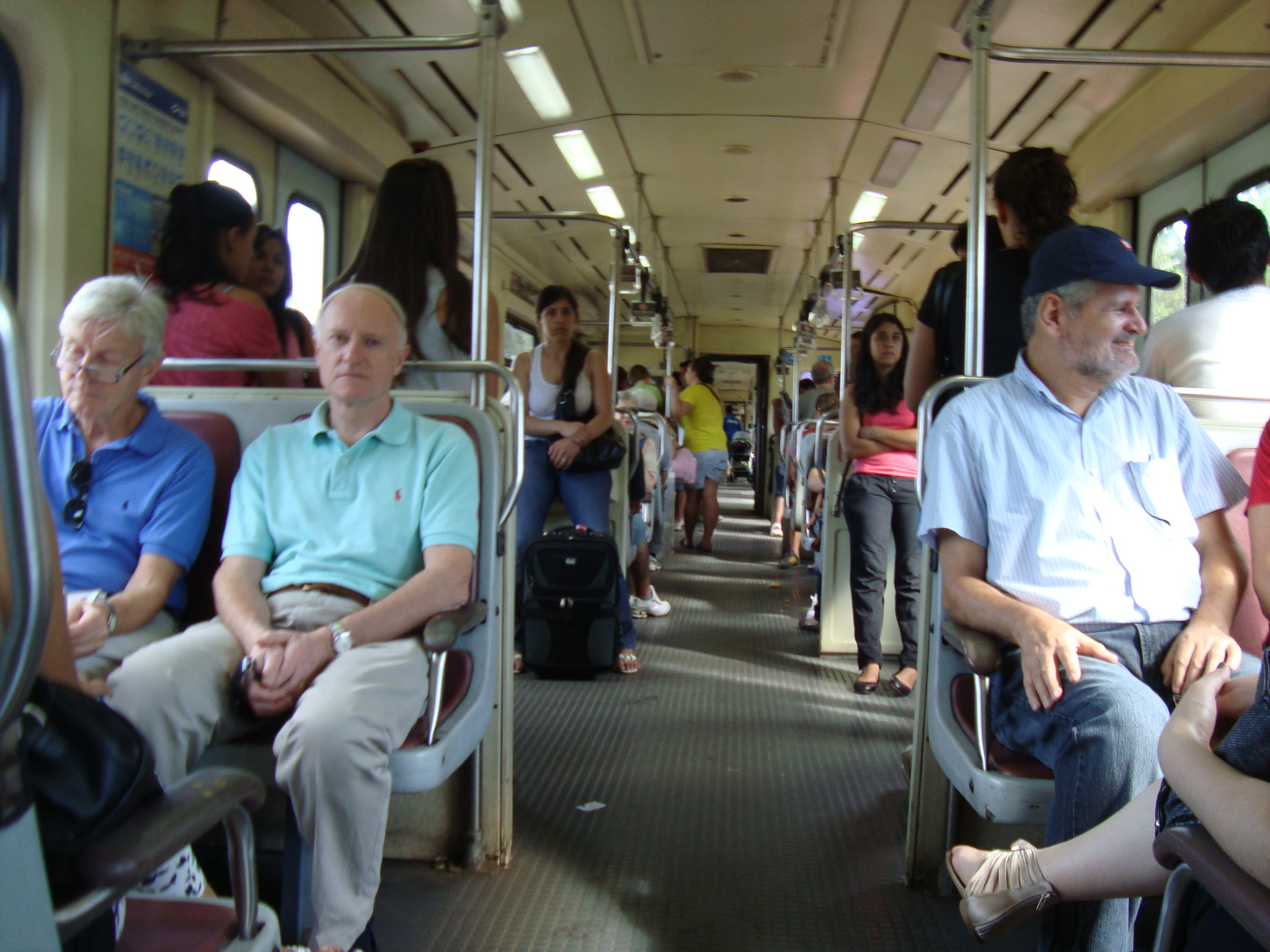
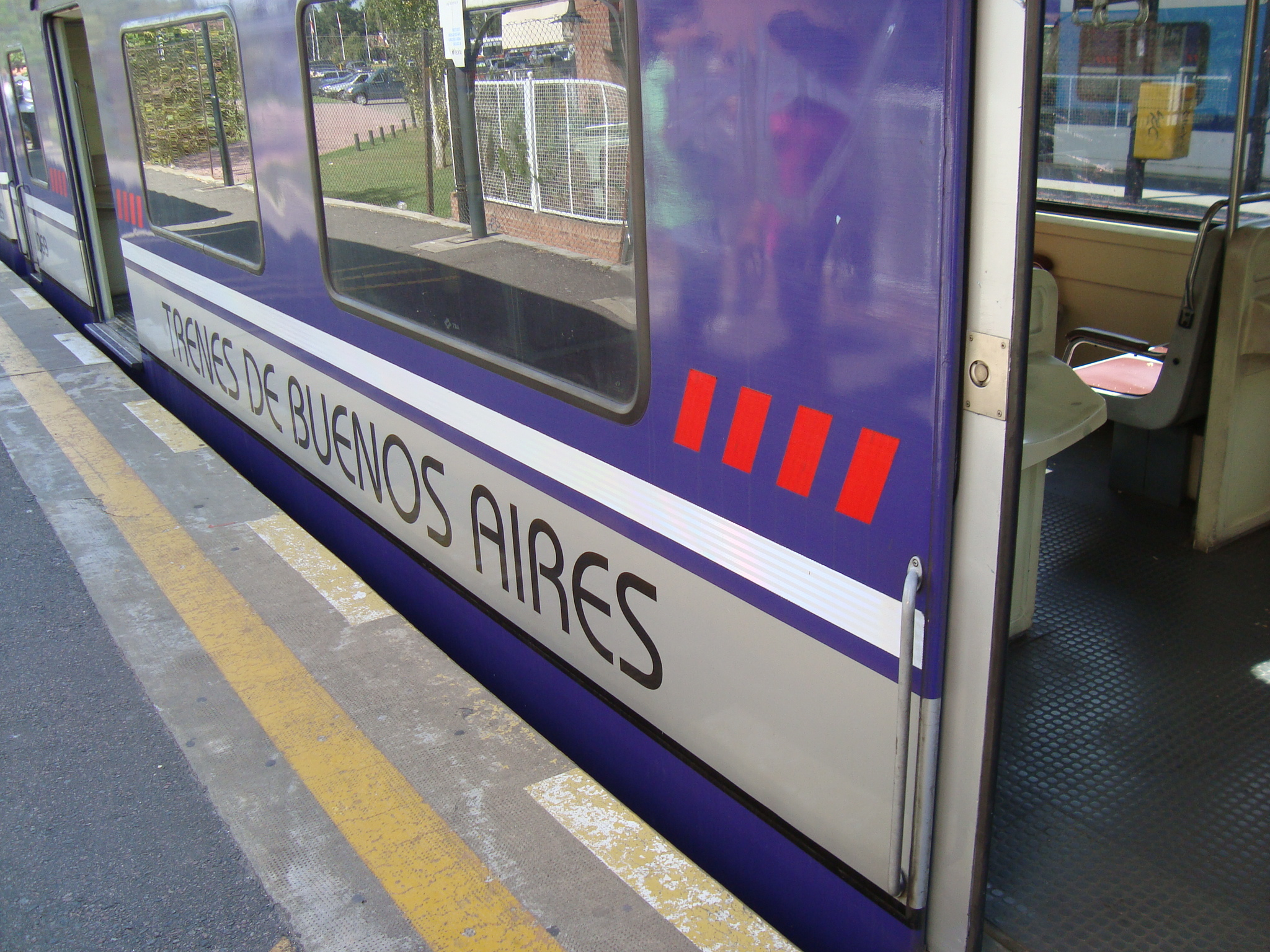